# 白扦
白扦（学名：Picea meyeri）是松科云杉属的植物，为中国的特有植物。分布在中国大陆的山西：五台山、内蒙古、雾灵山、关帝山、河北：小五台山、管涔山等地，生长于海拔1,600米至2,700米的地区，常生于山坡云杉林中或阴坡，目前尚未由人工引种栽培。

## 别名
红扦、白儿松、罗汉松（河北），钝叶杉（中国祼子植物志），红扦云杉（东北木本植物图志），刺儿松（经济植物手册），毛枝云杉（中国东北裸子植物研究资料）

## 异名
- Picea meyeri Rehd. et Wils. var. mongolica H. O. Wu